# Một đêm trong lâu đài Karlštejn (phim)
Một đêm trong lâu đài Karlštejn (tiếng Séc: Noc na Karlštejně) là một bộ phim ca nhạc, có phần khôi hài của đạo diễn Zdeněk Podskalský, ra mắt lần đầu năm 1974.
Truyện phim dựa theo vở nhạc kịch cùng tên của nhà văn Jaroslav Vrchlický.

## Diễn viên
- Vlastimil Brodský... Vua Karel IV
- Jana Brejchová... Nữ hoàng Elisabeth xứ Pomerania
- Karel Höger... Vua Arnošt xứ Pardubice
- Waldemar Matuška... Vua Peter xứ Síp
- Miloš Kopecký... Vua Stephan xứ Bavaria
- Jaroslav Marvan... Người hầu của Lãnh chúa xứ Velhartic
- Slávka Budínová... Quý bà Ofka
- Daniela Kolářová... Alena
- Jaromír Hanzlík... Pešek